# Morellia cyanea
Morellia cyanea är en tvåvingeart som beskrevs av Townsend 1931. Morellia cyanea ingår i släktet Morellia och familjen husflugor. Inga underarter finns listade i Catalogue of Life.